# Freddy Vava
Freddy Vava (sinh 25 tháng 11 năm 1982) là một cầu thủ bóng đá người Vanuatu. Anh cũng thi đấu giải OFC Nations Cup 2012.

## Liên kết khác
1. ↑  "Profile". Bản gốc lưu trữ ngày 27 tháng 3 năm 2013. Truy cập ngày 22 tháng 12 năm 2012.